# نبو شوم إشكون
نبو شوما إشكون هو ملك بابلي كلداني تولى حكم مملكة بابل من سنة 761-748 ق م بعد إيريبا مردوخ، غير معروف علاقته بسلفه مردوخ إيريبا إلا أنه كان من قبيلة بيث دكوري، لم يقبل الآشوريين بحكمه في البداية مما جعله يبايع آشور لكي يحكم بلاد بابل، وقد قام بعدة تغييرات لصالح الآشوريين وقد قام بإلغاء الاحتفال بعيد أكيتو في بابل، وهذا مما أدى من عدم رضى شعب بابل من الكلدان والآراميين على حكمه، حيث قادوا عدة تمردات ضده، تولى الحكم بعده نبوناصر.